# Chevrolet Superior
La Superior è un'autovettura compact prodotta dalla Chevrolet dal 1923 al 1926. In totale, ne furono realizzati 1.442.253 esemplari. 

## La Serie B: 1923
La prima serie del modello, a cui fu dato il nome di Serie B, era dotata di un motore a valvole in testa e quattro cilindri in linea da 2.802 cm³ di cilindrata che sviluppava 26 CV di potenza. La frizione era a cono, mentre i freni erano a nastro sulle ruote posteriori. Il cambio era a tre rapporti e la trazione era posteriore.
Le carrozzerie disponibili erano torpedo due porte, roadster due porte, berlina quattro porte e coupé due porte. Era anche disponibile una versione a telaio nudo, cioè senza carrozzeria, in modo tale da dare la possibilità al cliente di completare la vettura acquistata dal proprio carrozziere di fiducia. 

## La Serie F: 1924
Nel model year 1924 fu introdotta la Serie F. Esteticamente e meccanicamente i cambiamenti furono minimi. Le versioni torpedo, berlina e coupé erano disponibili anche in una versione più lussuosa a cui fu dato il nome di "Deluxe". Queste ultime erano dotate di cerchioni in acciaio in luogo dei più comuni cerchioni in legno. I prezzi di vendita diminuirono. 

## La Serie K: 1925
Nel 1925 fu lanciata la nuova serie. Rispetto alla precedente, furono modificati la calandra ed il telaio. La frizione a cono fu sostituita da una frizione monodisco a secco. Un'altra novità fu l'installazione di una visiera parasole esterna sopra il parabrezza. La versione Deluxe fu tolta dai listini. I modelli con carrozzeria aperta erano ancora dotati di ruote a raggi in legno, mentre gli esemplari con corpo vettura chiuso ebbero in dotazione le ruote a disco in acciaio.

## La Serie V: 1926
Nel 1926 fu introdotta la nuova serie. Le modifiche estetiche apportate furono minime e si concentrarono sui fanali. Da un punto di vista meccanico, i freni a nastro vennero migliorati. Alla gamma fu aggiunta la versione landaulet quattro porte, mentre fu ritirata dal mercato quella torpedo.